# Parapsilorhynchus
Parapsilorhynchus és un gènere de peixos de la família dels ciprínids i de l'ordre dels cipriniformes.

## Taxonomia
- Parapsilorhynchus discophorus (Hora, 1921)
- Parapsilorhynchus elongatus (Singh, 1994)
- Parapsilorhynchus prateri (Hora & Misra, 1938)
- Parapsilorhynchus tentaculatus (Annandale, 1919)[1][2]